# 9e École de Bombardement et de Tir
L'École de bombardement et de tir no 9 était une installation militaire canadienne située à Mont-Joli, au Québec, qui fonctionna de 1941 à 1945 dans le cadre du Programme d'entraînement aérien du Commonwealth britannique (PEACB). Cette école avait pour mission de former des bombardiers et des mitrailleurs de l'aviation alliée pendant la Seconde Guerre mondiale. Elle fut la seule école de ce type dans le Bas-Saint-Laurent et l'une des rares dans l'est du Québec. Ce programme d'entraînement d'envergure permit au Canada de jouer un rôle stratégique dans l'effort de guerre allié en formant des milliers de militaires du Commonwealth dans des conditions sécurisées, éloignées du front européen.

## Historique
Les travaux de construction de l'école débutèrent le 8 septembre 1941 pour répondre aux besoins de formation accrus en personnel navigant pendant la Seconde Guerre mondiale. Dans un article publié le 12 avril 1945 dans l'hebdomadaire régional Progrès Écho, l'école est décrite comme un complexe impressionnant, comprenant plus de 74 bâtiments capables d'accueillir et de soutenir un personnel de 2 300 personnes. Cette infrastructure permit de former plus de 6 000 aviateurs, qui y reçurent leurs ailes après avoir accompli un nombre d'heures de vol cumulatif record, dépassant les 115 000 heures.
La création de cette école répondait à une inquiétude stratégique concernant la sécurité des navires alliés circulant dans le golfe du Saint-Laurent, face aux menaces de sous-marins allemands. Mont-Joli fut choisie en raison de son emplacement, offrant une logistique et des infrastructures adaptées, ainsi que des conditions favorables pour les entraînements militaires intensifs du PEACB,.

### Contexte de création et rôle dans le PEACB
Le PEACB, mis en place en 1939, visait à former les aviateurs alliés dans des zones sûres et protégées des conflits directs. Le Canada fut choisi pour cette mission en raison de ses vastes territoires et de sa distance du théâtre de guerre européen. L'école de Mont-Joli constituait un élément essentiel de ce programme, spécialisée dans la formation des bombardiers et mitrailleurs aériens, avec un accent sur la précision des bombardements et l'efficacité des tirs.

### Entraînement et opérations
Les stagiaires de l'école participaient à des exercices de bombardement et de tir dans des conditions simulées de combat. L'école disposait d'un vaste polygone de tir situé dans le fleuve Saint-Laurent, dans un corridor longeant la côte entre Sainte-Luce-sur-Mer et Grand-Métis, offrant un espace sécurisé pour la pratique du tir aérien,.
En plus du polygone de tir sur le fleuve, l'école disposait de deux champs de tir sur la base même et d'un troisième situé à Sainte- Flavie.

### Relations avec la communauté locale
Les échanges entre les militaires et la population francophone locale étaient restreints en raison de la barrière linguistique, la majorité des militaires étant anglophones. Les stagiaires fréquentaient souvent Métis-sur-Mer, une communauté anglophone voisine, pour leurs moments de détente, limitant les interactions avec les résidents de Mont-Joli.

### Contribution financière et soutien à l'effort de guerre
Au cours de la Seconde Guerre mondiale, le gouvernement canadien a lancé une série de neuf emprunts de la Victoire entre le 15 juin 1941 et le 1er novembre 1945, visant à recueillir des fonds pour soutenir les dépenses militaires croissantes. Inspirés des campagnes de financement de la Première Guerre mondiale, ces emprunts faisaient appel au patriotisme de la population et mobilisaient de vastes moyens publicitaires pour inciter entreprises et particuliers à acheter des obligations. Cette campagne de financement massive rapporta près de 12 milliards de dollars, dont 52 % furent souscrits par des entreprises et le reste par des particuliers.
L'École de bombardement et de tir no 9 de Mont-Joli contribua également à cet effort financier. Lors du VIe emprunt de la Victoire, lancé en 1943, l'école a récolté 123 960 $ en souscriptions.

### Fermeture et commémoration
L'école dispensa son dernier cours de mitrailleur aérien le 31 mars 1945, marquant ainsi la fin de sa mission de formation militaire dans le cadre du PEACB. Au total, l'école forma 6 189 mitrailleurs aériens, représentant près de la moitié du nombre total de mitrailleurs entraînés par les écoles de l'Aviation royale canadienne pendant la Seconde Guerre mondiale.
En plus des mitrailleurs, l'école instruisit 573 mécaniciens de bord parmi les 1 913 formés au Canada, ainsi que 50 observateurs aériens jusqu'en octobre 1942 et 205 mitrailleurs sans-filistes. En comptant l'ensemble des formations, l'école de Mont-Joli contribua à la formation de 6 444 aviateurs entre le début de ses cours le 15 décembre 1941 et son dernier cours en mars 1945.
En 1945, après la fin des activités de formation de l'école, le site fut converti en aéroport militaire pour une brève période, avant de devenir un aéroport civil en 1946.
Durant la guerre froide, en raison de la montée des tensions internationales, les autorités canadiennes envisagèrent sérieusement de réactiver les installations de Mont-Joli pour y stationner des escadrilles d'avions de chasse.
Quelques bâtiments de l'époque sont encore visibles, notamment les anciennes tours de guet. Deux de ces tours, situées à l'est et à l'ouest de Sainte-Flavie le long de la route 132, et une troisième dans le secteur de Grand-Métis, servaient à l'origine aux officiers pour surveiller les exercices de vol et de tir au-dessus du fleuve Saint-Laurent. En plus de faciliter le suivi des manoeuvres, ces tours permettaient aux équipes de sauvetage, postées à proximité, d'intervenir rapidement en cas d'accident. Aujourd'hui, ces tours de guet ont été transformées en résidences ou en chalets, et la tour ouest a été désignée comme bien patrimonial en 2009,.
En 2016, une cérémonie a été organisée pour célébrer le 75e anniversaire de sa création, incluant l'inauguration d'une plaque en hommage aux aviateurs formés.

## Bureau de poste militaire M.P.O. 502
Le bureau de poste militaire M.P.O. 502 fut établi pour soutenir la 9e École de bombardement et de tir de Mont-Joli, face à l'augmentation des besoins en services postaux. Après une phase transitoire où le bureau civil de Mont-Joli traitait le courrier militaire, la création du M.P.O. 502 fut officialisée le 20 août 1942, bien que le bâtiment n'ait ouvert qu'après des travaux le 1er avril 1943. Ce bureau, dirigé par le Sgt J.R.P. Roy, maître de poste, desservait plus de 1 400 militaires en offrant des services de correspondance, de vente de timbres et de transactions bancaires.
Le M.P.O. 502 cessa ses activités le 16 avril 1945, à la fin de la guerre, après avoir joué un rôle logistique essentiel pour le personnel de l'école.